# Kornelia Fiedkiewicz
Kornelia Fiedkiewicz, född 5 augusti 2001, är en polsk simmare. Hon har även tävlat i livräddning.

## Karriär
Vid EM 2024 i Belgrad var Fiedkiewicz en del av Polens lag som tog guld på 4×100 meter medley, silver på 4×100 meter mixed frisim och brons på 4×100 meter frisim.